# أمير أباد (بيدك)
أمير أباد (بالفارسية: امیرآباد) هي قرية تقع في إيران في الناحية المركزية، قسم بيدك الريفي (مقاطعة آبادة). يبلغ عدد سكانها حسب إحصاء عام 2006 ميلادية 363 نسمة في 103 عائلات.